# Nepolje
Nepolë en albanais et Nepolje en serbe latin (en serbe cyrillique : Непоље) est une localité du Kosovo située dans la commune/municipalité de Pejë/Peć et dans le district de Pejë/Peć. Selon le recensement kosovar de 2011, elle compte 398 habitants.

## Démographie

### Évolution historique de la population dans la localité
| 1948 | 1953 | 1961 | 1971 | 1981 | 1991 | 2011 |
| ---- | ---- | ---- | ---- | ---- | ---- | ---- |
| 294  | 331  | 384  | 526  | 547  | 571  | 398  |

|  |

### Répartition de la population par nationalités (2011)
En 2011, les Albanais représentaient 84,67 % de la population, les Égyptiens 8,04 % et les Roms 7,29 %.